# デュワグカー (ケルン市電)
この項目では、デュッセルドルフ車両製造（→デュワグ）が開発・生産した路面電車車両、通称「デュワグカー」のうち、西ドイツ（現：ドイツ）のケルンの路面電車（ケルン市電）やシュタットバーン（ケルン・シュタットバーン）に導入された車両について解説する。同都市には改造車両を含めて合計200両の連節車が導入され、2006年まで営業運転に使用された。引退後も一部車両については国外の都市への譲渡が実施されている。

## 導入までの経緯
1960年代まで、ケルン市内にはヴェストヴァゴン（Westwaggon）製のボギー車や既存の車両の改造車両を含めた連節車の導入が継続して行われていた。だが、1963年にヴェストヴァゴンが路面電車車両市場から撤退した事に加え、同年代のケルン市内の路面電車は利用客が増加していた一方で車掌を含めた乗務員の人件費の高騰も問題視され、これらを改善するためより大型な車両の導入が求められていた。そこで、ケルンの路面電車事業者は、デュッセルドルフに工場を有していたデュッセルドルフ車両製造（→デュワグ）との間に新型車両導入に関する契約を交わした。
導入に際しては、他都市に導入されているデュッセルドルフ車両製造製の路面電車車両よりも広い2,500 mmの車幅が採用された他、主電動機を始めとした駆動装置についても同社が開発したモノモーター方式の「タンデムアントリープ（Tandemantrieb）」に加え、地元企業が開発した「デュラントアントリープ（Durand-Antrieb）」も採用された。車体設計は今後の大量生産に向けた製造コストの削減を視野に入れており、当初の耐用年数は25年を想定していた。編成については2車体連接式電動車とボギー式付随車に加え、乗降扉を備えた大型の中間車体を有する3車体連接車も試験的に導入する事となり、以下のような形式番号に分けられた。
- 3600形 - 2車体連接式電動車（GT6）。
- 4600形 - ボギー式付随車（T4）。
- 3800形 - 3車体連接式電動車（GT8）。

## 運用
最初の車両となる3600形（3601）＋4600形（4601）がケルンに到着したのは1963年9月で、以降1965年まで3600形：54両（3601 - 3629、3651 - 3679）、4600形：60両（4601 - 4660）の導入が続いた。両形式による連結運転時の定員数は350人を超え、高い輸送力を発揮した。一方、3車体連接電動車の3800形についても1963年12月から導入が開始され、翌1964年までに7両（3801 - 3803、3851 - 3854）が導入された。これらの車両のうち、電動車は番号によって駆動装置が区分されており、下2桁が00～49番台の車両は「デュラントアントリープ」、50～99番台の車両はデュワグ製の「タンデムアントリープ」が用いられた。この大量導入により、多くの旧型車両が置き換えられた。
一方、当時のケルンでは路面電車の地下化（シュタットバーン化）工事が進行していたが、その過程で監督当局から付随車を連結した列車の地下区間の走行が認証されない事態が生じた。更に、2車体連接式電動車＋ボギー式付随車による編成と3車体連接車による運用の比較の結果、3車体連接車の方が効率的である、という結論が下された。そこで、1965年をもって今後の車両増備については3車体連接車を中心とする事が決定した。また、初期の3車体連接車で問題視された中間車体の乗降扉の狭さについても、片開きから両開きの折り戸に改良された。
これを受け、1965年に3800形の製造が再開され、同年中に30両（3804 - 3819、3855 - 3868）、翌1966年には28両（3820 - 3832、3869 - 3883）が導入された。ただし、一部車両については付随車の運用の兼ね合いを始めとした要因から製造当初2車体連接車として導入され、後年に中間車体が挿入された。
そして、前述の付随車の地下区間使用禁止に加え、今後のワンマン運転の本格導入に向けた車両増備が必要となった事を受け、製造コストの削減を目的として3600形（2車体連接式電動車）と4600形（ボギー式付随車）の車体や台車、機器を利用する形で新たに3車体連接車を製造する事が決定した。これらは改造した車種や搭載した機器によって以下の車両番号に分けられている。
- 3000形 - 4600形（ボギー式付随車）の車体や台車、機器を流用した3車体連接式電動車（GT8）。種車の関係で後方車体の乗降扉の一部の形状が他形式と異なる。
- 3100形 - 3車体連接式電動車（GT8）。4600形（ボギー式付随車）からの改造車両と新造車両の2種類が存在。シーメンスが開発した制御システム「Geamatic」を搭載。
- 3700形 - 3600形（2車体連接式電動車）に中間車体を追加した3車体連接式電動車（GT8）。

改造は1968年から始まり、同年をもって3600形（2車体連接式電動車）と4600形（ボギー式付随車）による連結運転は終了した。以降、両形式はデュッセルドルフ車両製造の工場へ送られ、順次3車体連接式電動車への改造を受けた。これらの工事は1971年まで続けられ、最終的に3000形は39両（3001 - 3039）、3100形は改造車21両（3101 - 3121）と新造車18両（3122 - 3139）、3700形は53両（3701 - 3729、3751 - 3778）が導入された。これに3800形の65両（3801 - 3832、3851 - 3883）を合わせて、同年時点でケルン市内を走行する3車体連接式の「デュワグカー」の総数は200両を記録した。また、1968年にケルン市内、1969年にケルンの郊外路線で車掌業務が終了し、以降は全車ともワンマン運転が実施された。
その後、1970年に地下区間の走行を視野に入れた前照灯の増設、1980年代以降の車内の券売機の設置、1985年から1992年にかけての塗装変更など幾多もの改造や変更が実施されたが、特に大規模な改造となったのは、1980年代以降に実施された総括制御運転への対応工事であった。これは利用客の増加による輸送力増強の一環によるもので、まず1980年代に3100形の車両の前方、もしくは後方に連結器が搭載され、2両編成・全長60 m以上という輸送力の高い運用が組まれた。これが好評だったことを受け、3000形にも同様の改造を施す事となり、1987年から1994年にかけて新規に製造された制御装置の搭載、連結器の設置と言った改造工事が全車に対して行われ、形式名も3200形（3201 - 3239）に変更された。これらの車両の連結器は改造当初シャルフェンベルク式連結器が用いられたが、破損が相次いだため1990年代以降BSI式連結器への交換が実施された。

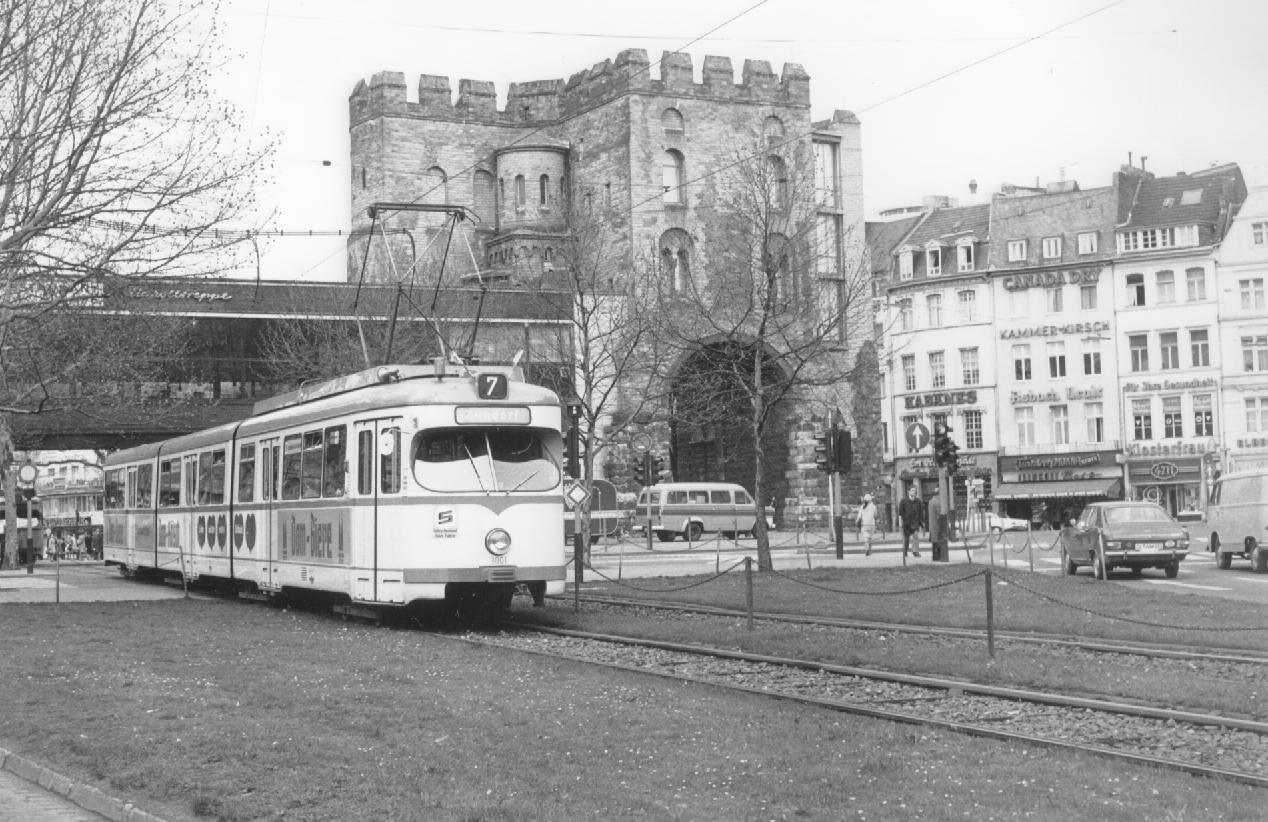
登場時の塗装（3車体連接式電動車）
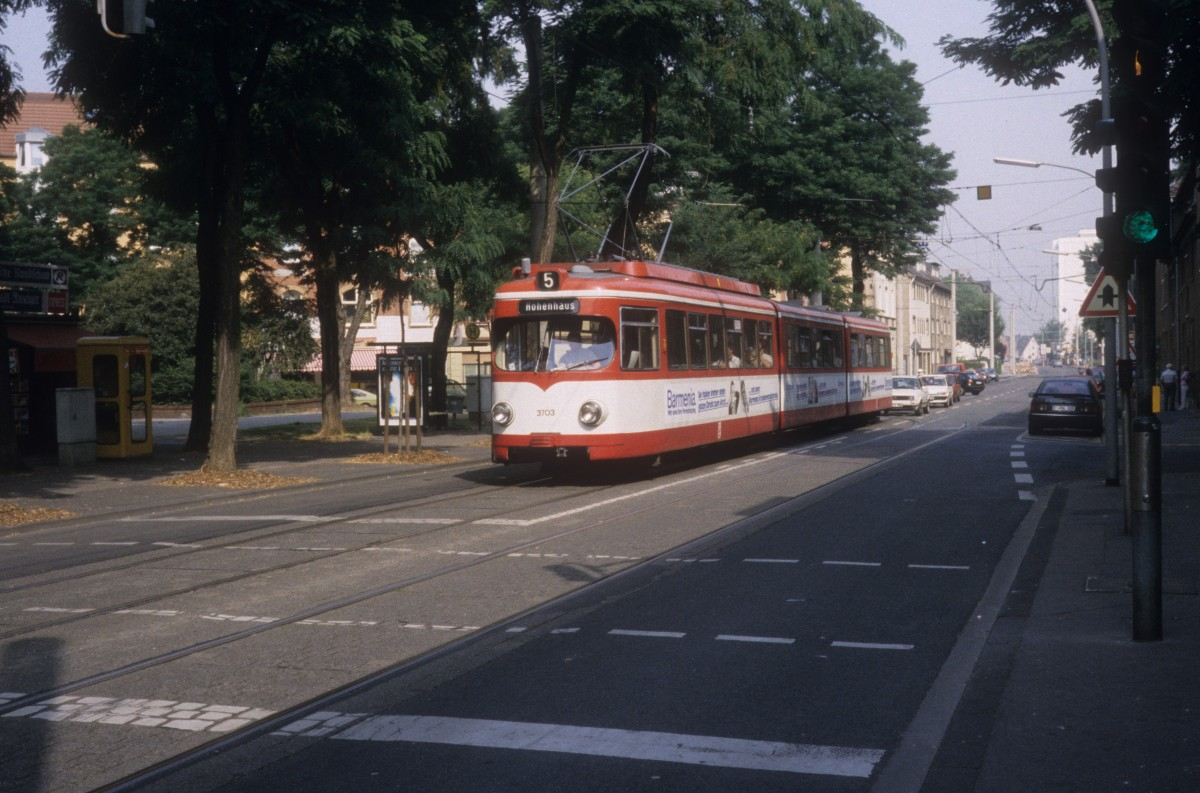
1980年代以降は塗装変更が実施された（1992年撮影）
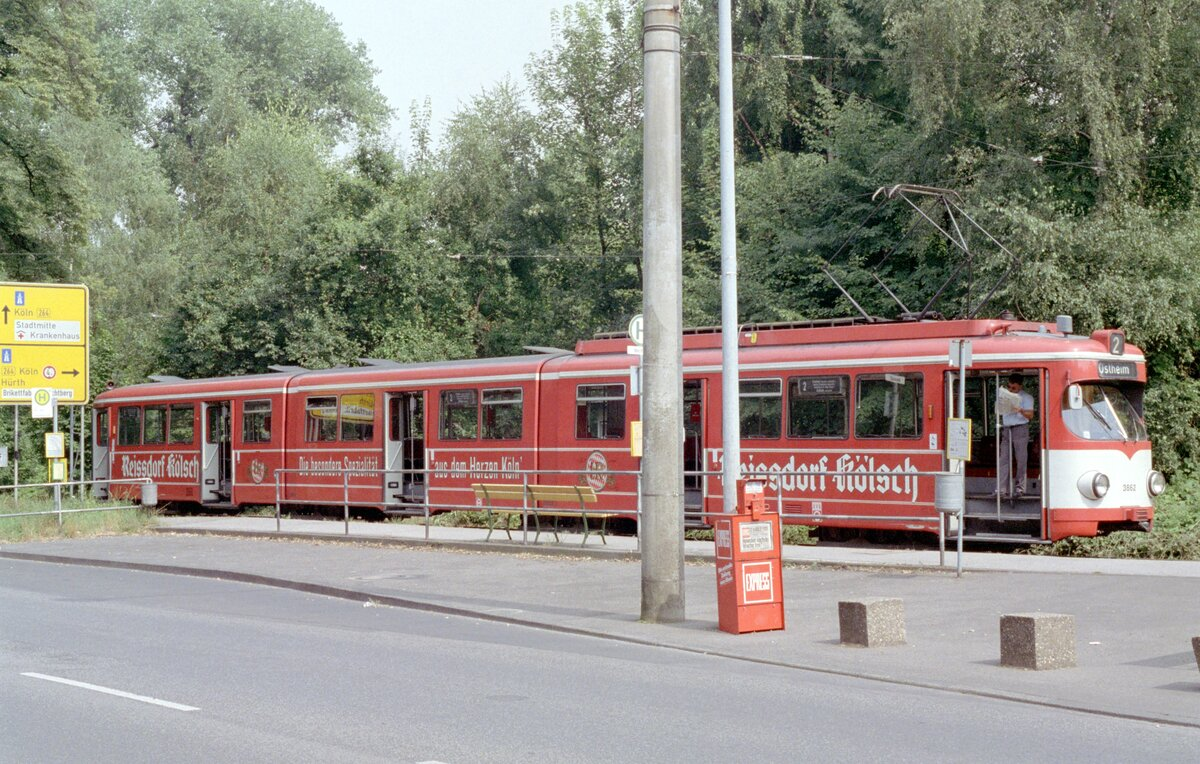
広告塗装（1992年撮影）
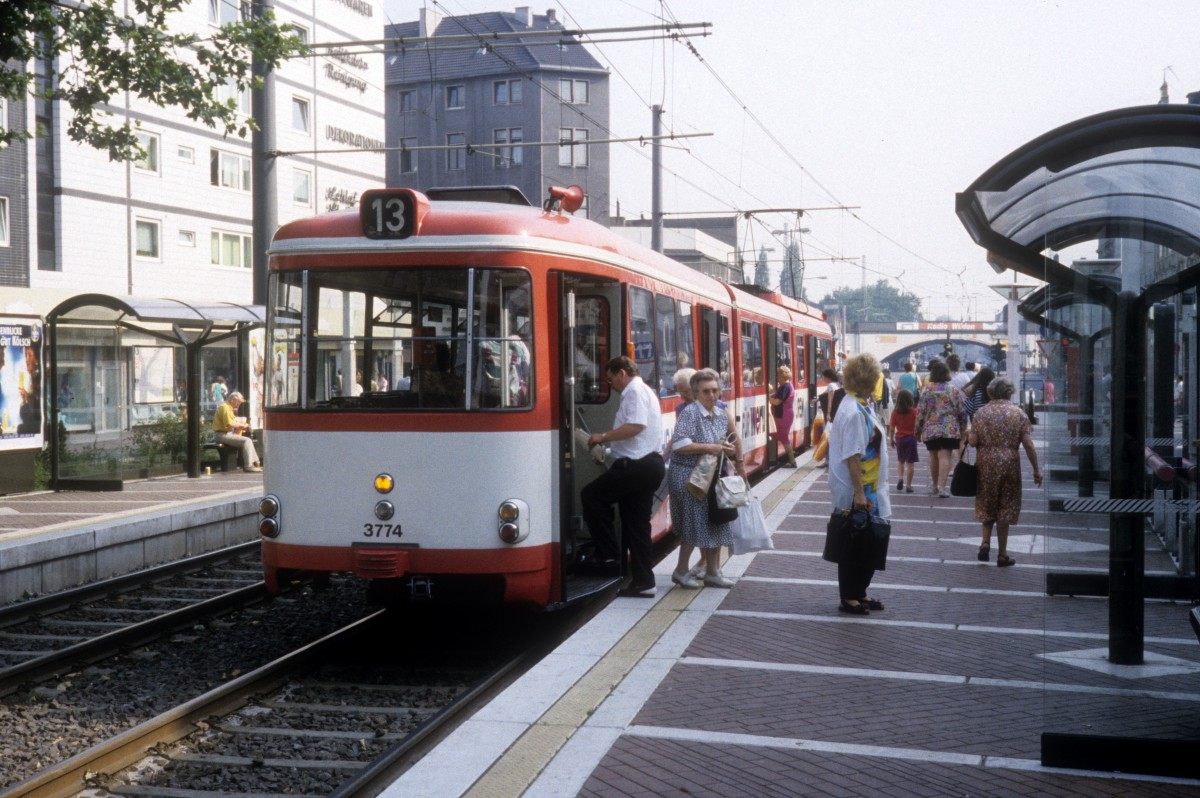
片運転台車両であったため後方車体には運転台が存在しなかった（1992年撮影）

## 廃車・譲渡
最初に廃車になった車両は、1975年に起きた火災が要因となった3800形の3855で、1984年にも1両（3100形・3127）が放火により廃車された。その後もシュタットバーン化に伴う高規格化の影響により運行範囲が減少しながらも「デュワグカー」の活躍は続いたが、1995年以降これらの車両の置き換えを目的とした超低床電車（K4000形、K4500形）の導入が本格的に始まり、更に廃車が進行した。そして2002年までに定期運用が終了し、以降はイベントなどの多客時や通学輸送に用いられたが、2006年のFIFAワールドカップでの臨時運用を経た7月22日に実施されたさよなら運転をもって、ケルンの「デュワグカー」の運用は終了した。ただしそれ以降も1両（3764）がケルン歴史的路面電車協会（Historische Straßenbahn Köln e.V.）によってティーレンブルッフ路面電車博物館（Straßenbahn-Museum Thielenbruch）で動態保存されている他、事業用車両やイベント用車両に改造された車両も存在した。

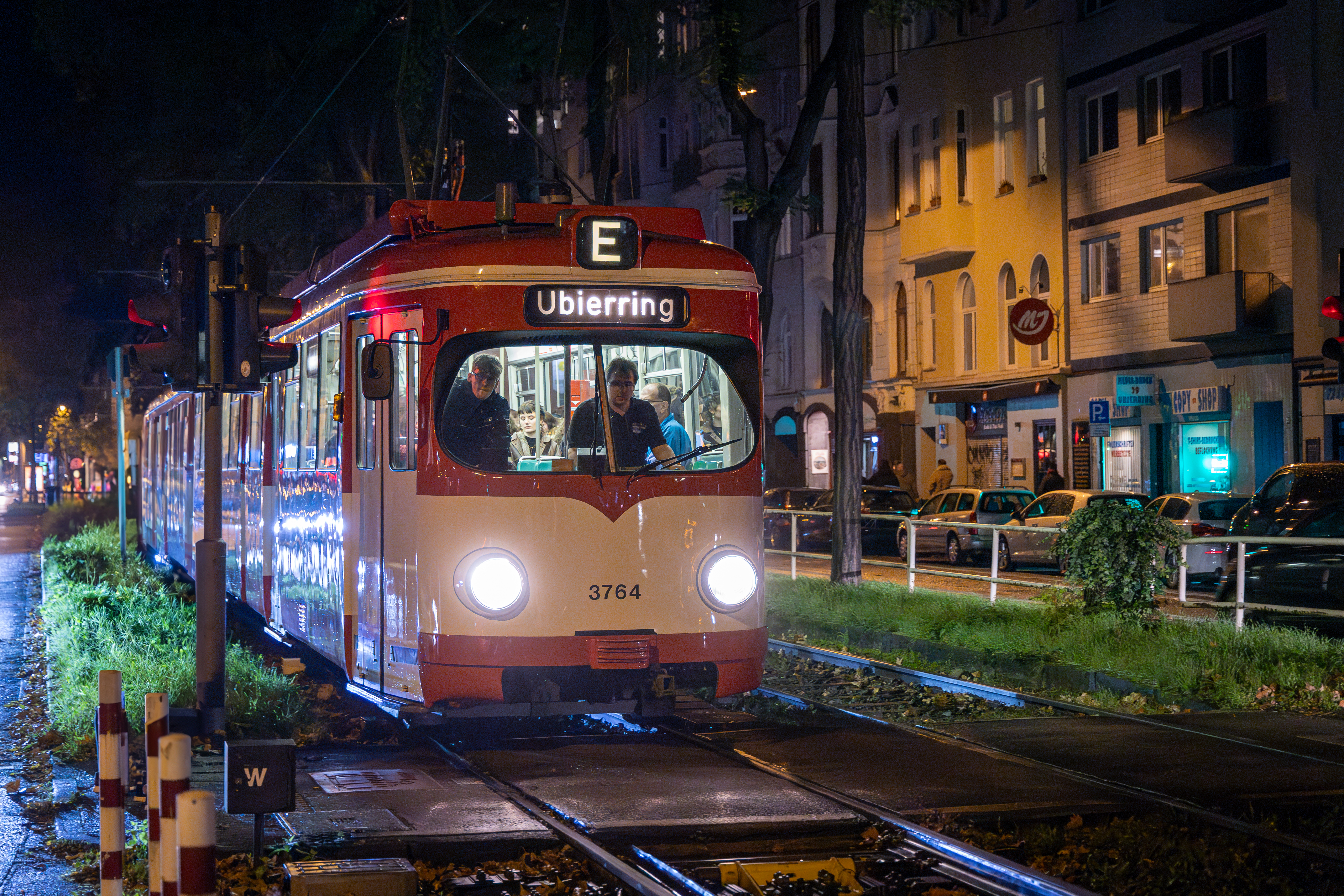
動態保存されている3764（2023年撮影）

一方、それに先立つ1988年から2005年にかけて、トルコの都市・コンヤの路面電車（コンヤ・トラム）へ向け合計61両の譲渡が実施された。1992年の開通以降主力車両として長らく使用されていたが、超低床電車（シュコダ28T）の導入によりこちらでも営業運転を離脱した。ただし、そのうち20両についてはボスニア・ヘルツェゴビナの首都・サラエヴォの路面電車であるサラエヴォ市電への再譲渡が行われている。

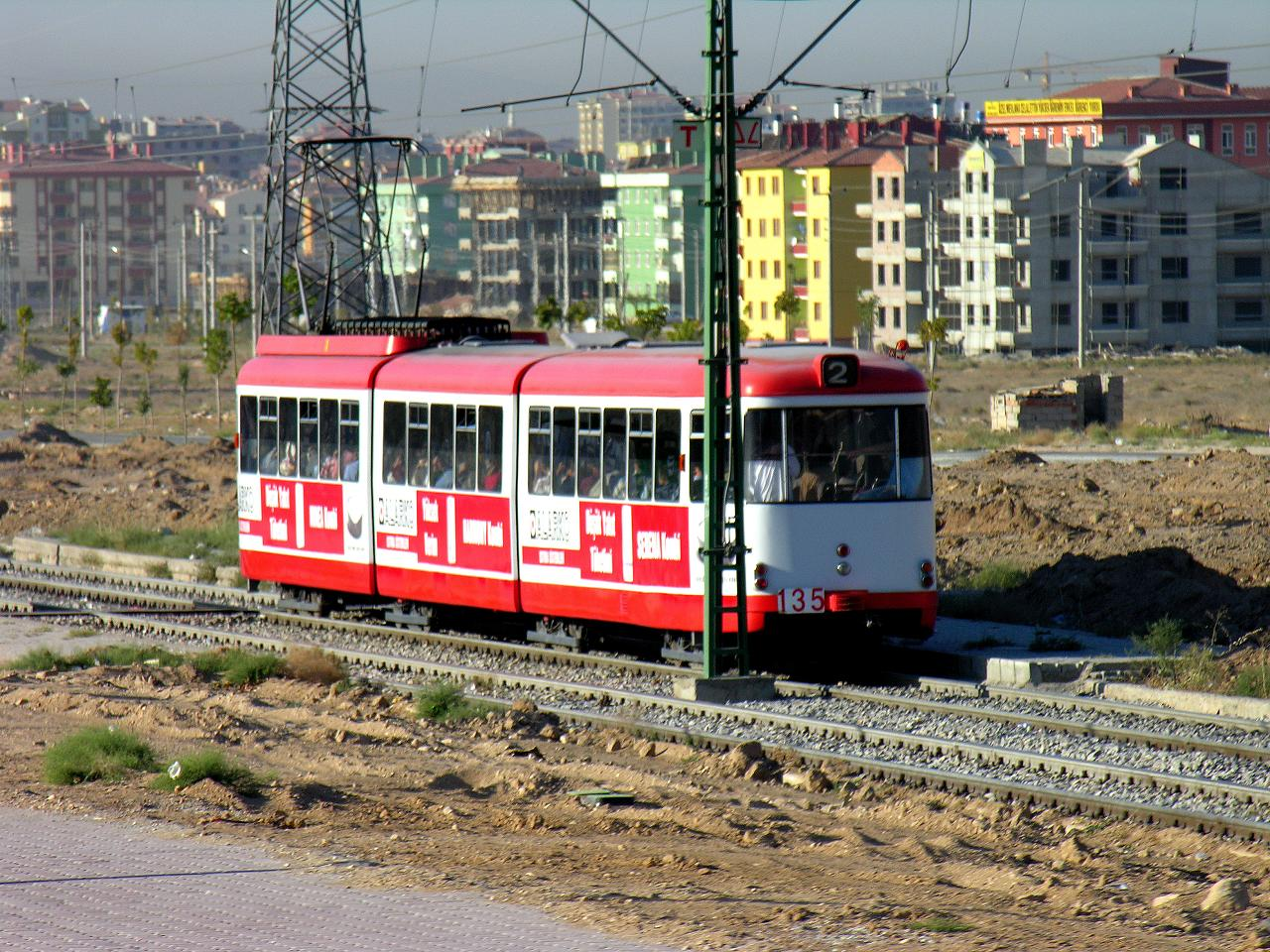
コンヤで使用されていた頃の車両（後方）（2005年撮影）
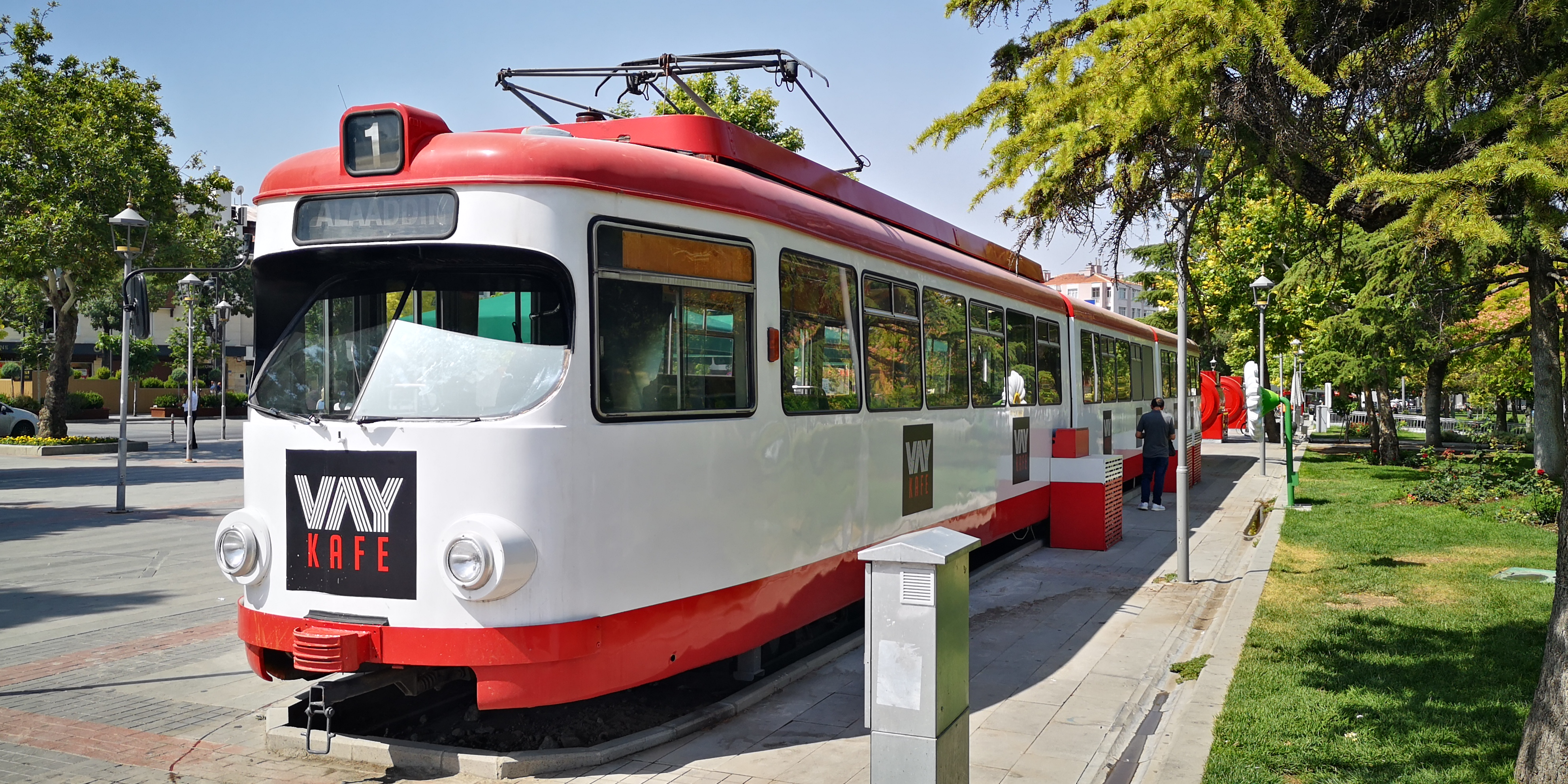
コンヤで保存されている車両（2023年撮影）
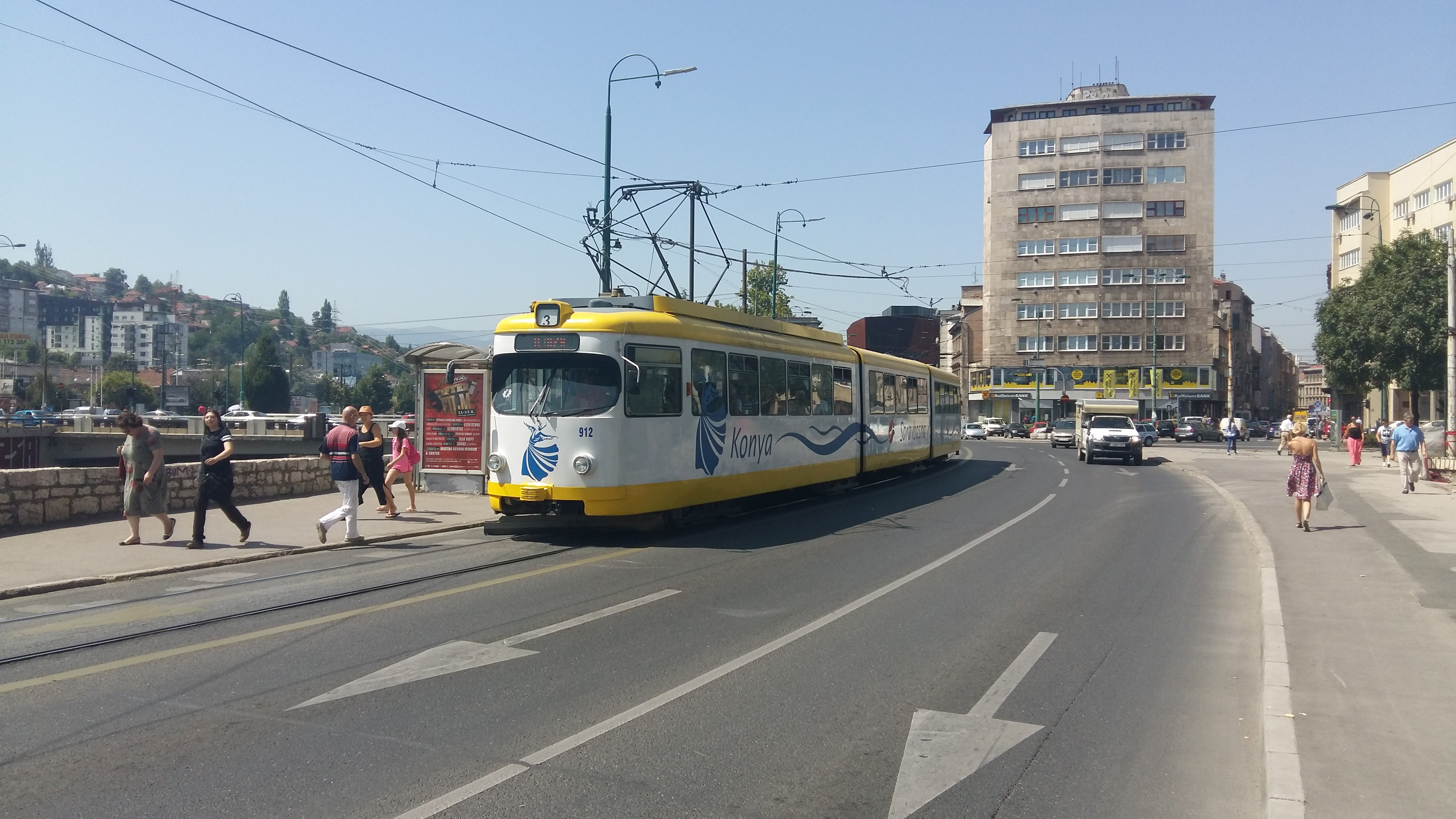
サラエヴォに再譲渡された車両（2017年撮影）